# Mathew Yakubu
Mathew Yakubu (Zaria, 3 settembre 1999) è un calciatore nigeriano, portiere del Baník Lehota pod Vtáčnikom.

## Carriera
Nato a Zaria, inizia a giocare presso la squadra locale della Clique Sports Academy; nel 2019 approda in Europa firmando con gli slovacchi del Sereď, con cui debutta l'11 agosto 2020 in occasione dell'incontro di Superliga perso 1-0 contro il ViOn Z.M.

## Statistiche
Statistiche aggiornate al 3 aprile 2021.

### Presenze e reti nei club
| Stagione        | Squadra         | Campionato      | Campionato | Campionato | Coppe nazionali | Coppe nazionali | Coppe nazionali | Coppe continentali | Coppe continentali | Coppe continentali | Altre coppe | Altre coppe | Altre coppe | Totale | Totale | Totale |
| Stagione        | Squadra         | Comp            | Pres       | Reti       | Comp            | Pres            | Reti            | Comp               | Pres               | Reti               | Comp        | Pres        | Reti        | Pres   | Reti   |        |
| --------------- | --------------- | --------------- | ---------- | ---------- | --------------- | --------------- | --------------- | ------------------ | ------------------ | ------------------ | ----------- | ----------- | ----------- | ------ | ------ | ------ |
| 2019-2020       | Sereď           | SL              | 1          | -1         | CS              | 0               | 0               |                    | -                  | -                  |             | -           | -           | 1      | -1     |        |
| 2020-2021       | Sereď           | SL              | 24         | -35        | CS              | 0               | 0               |                    | -                  | -                  |             | -           | -           | 24     | -35    |        |
| Totale carriera | Totale carriera | Totale carriera | 25         | -36        |                 | 0               | 0               |                    | -                  | -                  |             | -           | -           | 25     | -36    |        |